# Tereza Hrochová
Tereza Hrochová (* 24. února 1996, Česká Lípa) je česká atletka–běžkyně na dlouhé tratě a právnička. Dvakrát se účastnila Letních olympijských her v maratonském běhu. V roce 2025 zaběhla v německém Bad Füssingu národní rekord na trase 10 km s časem 32:06. 

## Život
Narodila se 24. února 1996 v České Lípě. Absolvovala právnickou fakultu Západočeské univerzity v Plzni.

## Sportovní kariéra
V roce 2019 se zúčastnila Letní univerziády konané v Neapoli, kde v půlmaratonu obsadila 13. místo. Účastnila se též Mistrovství světa v půlmaratonu 2020. Na ME 2024 v půlmaratonu v Římě doběhla 23.
V květnu 2021 běžela maraton v rakouském Fürstenfeldu a časem 2:29:06 splnila limit pro účast na Olympijských hrách v Tokiu, maraton tehdy běžela vůbec poprvé. Na Letních olympijských hrách 2020, konaných v Tokiu, doběhla na 58. místě z celkového počtu 88 startujících. Na Letních olympijských hrách 2024 v Paříži doběhla v maratonu na 26. místě v čase 2:30:00.
Účastní se i na mistrovství v maratonu - mistrovství světa 2022 v Eugene obsadila 17. místo. Později na ME 2022 v Mnichově skončila 23. V roce 2025 na ME v silničních bězích v Belgii vybojovala 9. místo.